# Seilhac
Seilhac település Franciaországban, Corrèze megyében. Lakosainak száma 1814 fő (2022. január 1.). Seilhac Bar, Chamboulive, Lagraulière, Naves, Saint-Clément, Saint-Jal és Saint-Salvadour községekkel határos.

## Népesség
A település népessége az elmúlt években az alábbi módon változott:
| Lakosok száma | 1247 | 1440 | 1540 | 1765 | 1699 | 1708 | 1737 | 1778 | 1789 | 1814 |
|               | 1968 | 1982 | 1990 | 2006 | 2013 | 2015 | 2017 | 2019 | 2020 | 2022 |